# معهد أوزوالدو كروز

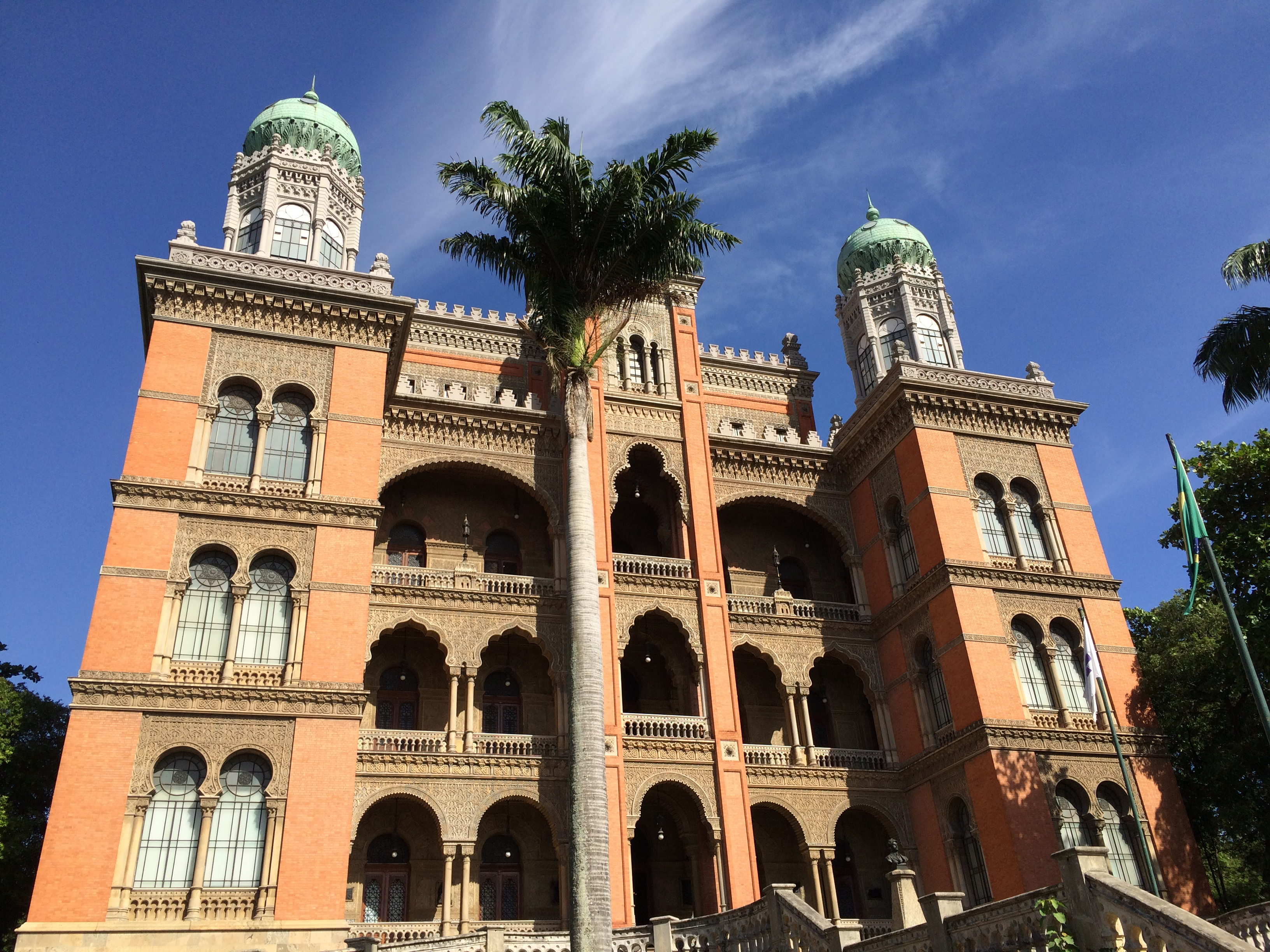
واجهة مونجينوس الجديدة لقصر مانغوينهوس، مقر معهد أوزوالدو كروز في ريو دي جانيرو.

معهد أوزوالدو كروزبالبرتغالية ( Fundação Oswaldo Cruz)المعروفة أيضاً باسم FIOCRUZ) هي مؤسسة علمية للبحث والتطوير في العلوم البيولوجية في ريو دي جانيرو، البرازيل، وهي تعتبر واحدة من مؤسسات أبحاث الصحة العامة الرئيسية في العالم. تأسست من قبل الدكتور أوزوالدو كروز، الطبيب الشهير وعالم الأوبئة.
بدأت المنظمة في عام 1898 ك معهد SeroTherapy الفيدرالي بهدف تطوير المصل واللقاحات ضد الطاعون الدبلي. كان يقع خارج ريو دي جانيرو. ومع ذلك، تغيرت أنشطة المعهد من الإنتاج البسيط إلى الطب التجريبي والبحثي، خاصة بعد أن تولى أوزوالدو كروز قيادته في عام 1902. ومنذ ذلك الحين، أصبح المعهد قاعدة لحملات الصرف الصحي التي لا تنسى في عصر تفشي الأوبئة وبائية الطاعون الدبلي. والحمى الصفراء والجدري. غير أن المعهد لم يقتصر على ريو دي جانيرو، بل على العكس، تعاون في احتلال المناطق الداخلية للبلد من خلال الحملات العلمية، مما ساعد على تنمية البلد.
عندما توفي أوزوالدو كروز، في عام 1917، تم دمج المعهد، الذي كان يحمل اسمه في ذلك الوقت، على الصعيد الوطني من خلال إنجازات علمية هامة، مثل وصف كارلوس شاغاس للدورة الكاملة لمرض التريبانوزوما الأمريكي بما في ذلك النمط السريري للمرض. في 16 يناير 2007، أعلن المعهد أنه طور هلام من الطحالب التي يؤمل أن تقلل انتقال فيروس نقص المناعة البشرية إلى النساء.
اليوم، لدى المؤسسة مجموعة واسعة من المسؤوليات المتعلقة بصحة ورفاهية السكان البرازيليين. وهذا يشمل المستشفى والعناية الإسعافية. البحوث المتعلقة بالصحة وتطوير اللقاحات والأدوية والكواشف والأطقم التشخيصية ؛ وتدريب العاملين في مجال الصحة العامة والصحة ؛ وتوفير المعلومات والاتصالات المتعلقة بالصحة والعلوم والتكنولوجيا. أعضاء قوة العمل فيكروز أكثر من 7500. يضم فيكروز العديد من المرافق الثابتة في ريو دي جانيرو وأماكن أخرى. ومع ذلك، فهو يساهم في تحسين قطاع الصحة في جميع أنحاء البلاد، من خلال دعمه للـ Sistema Único de Saúde (النظام الصحي الموحد، نظام الصحة العامة البرازيلي)، ومقترحاته حول صنع سياسة الصحة العامة، وأنشطته البحثية، ورسالته العلمية، ووصول خدماتها ومنتجاتها الصحية.
فيوكروز هو أحد الأعضاء المؤسسين للجمعية الدولية للمعاهد الوطنية للصحة العامة، وهي منظمة عضوية معاهد الصحة العامة الوطنية.

## الروابط الخارجية
- الموقع الرسمي